# Gerard Krul
Gerard Krul (Delft, 17 oktober 1950 – Groningen, 7 juni 2006) was een Nederlands vakbondsman en hoofdredacteur van Het Vrije Volk.

## Levensloop
Na een opleiding journalistiek werkte Krul, met onderbreking, van 1970 tot 1990 bij het van oorsprong sociaaldemocratische dagblad Het Vrije Volk. In 1987 volgde hij Herman Wigbold op als hoofdredacteur van die krant. In 1990 vertrok Krul met zijn directeur Geert Jan Laan naar de Britse krantenmagnaat Robert Maxwell. Hij was de voorlaatste hoofdredacteur van de roemruchte krant die ooit floreerde "dankzij de stuivers en dubbeltjes van de Nederlandse arbeidersbeweging". 
In de jaren tachtig maakte Gerard Krul een korte overstap naar de Federatie Nederlandse Vakbeweging, de grootste Nederlandse vakcentrale. Krul vond dat de vakbeweging een magazine moest uitgeven met meerdere eigenaren. In 1986 verscheen het eerste FNV Magazine. Het blad groeide uit tot een tijdschrift met meer dan 1 miljoen lezers. In de beginperiode schreef Krul kritische columns over de Nederlandse politiek en ook de vakbonden.
Krul stond bekend om zijn onorthodoxe aanpak van vraagstukken. De operatie van rood-naar-groen medio jaren tachtig was een poging om als hoofdredacteur Het Vrije Volk een breder lezerspubliek te bezorgen door de krant voorgoed te verlossen van het 'arbeiders-imago' dat tot een langzame neergang had geleid. Deze ommezwaai kwam echter te laat.

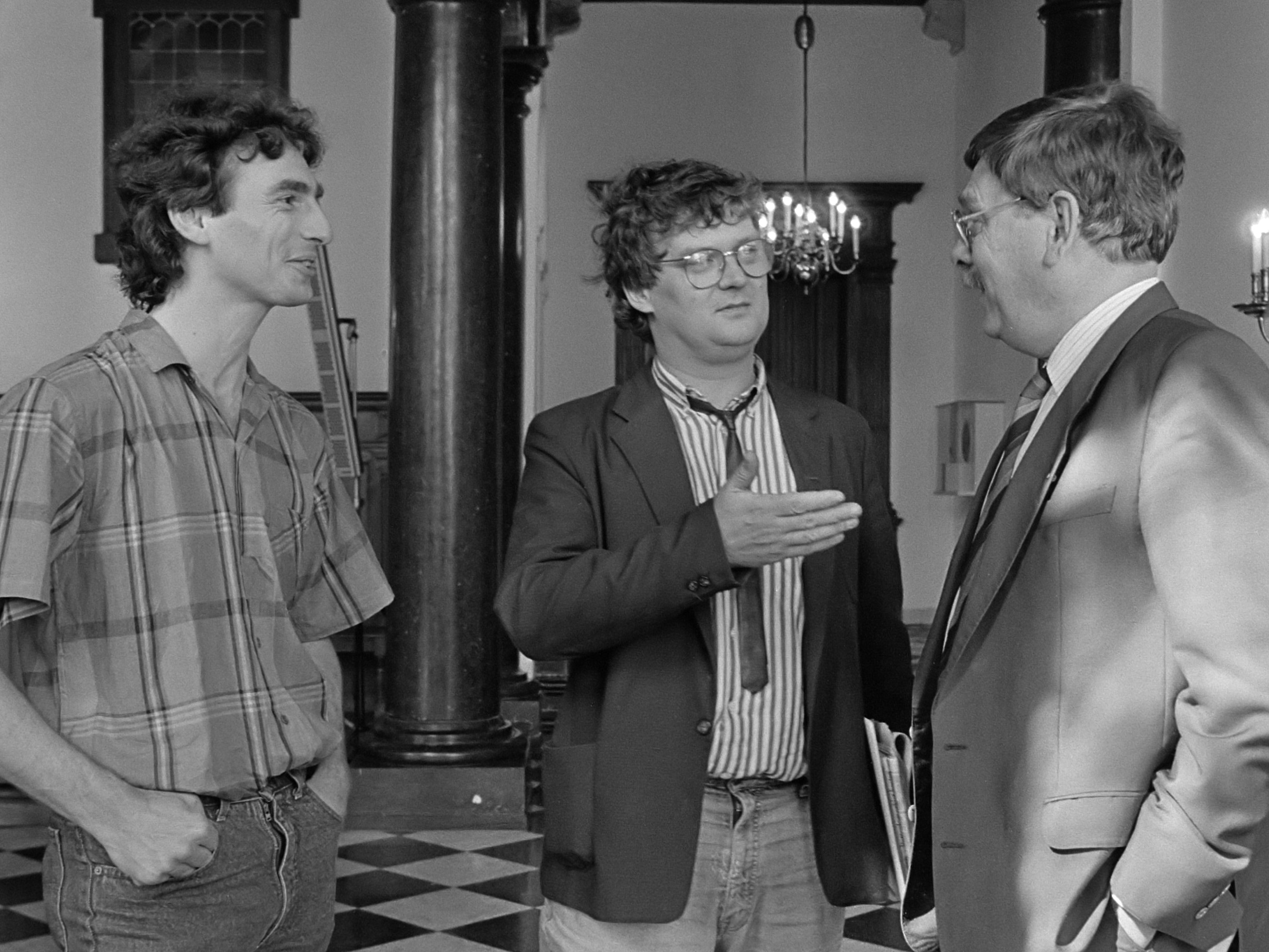
Paul Rosenmoller, Gerard Krul en Zeebregt in een overleg over de stukgoed CAO (1987)

In 1987 had Krul een belangrijke rol als bemiddelaar bij een arbeidsconflict tussen werkgevers en de vakbonden in de stukgoedsector in de Rotterdamse haven. Mede dankzij zijn manier van onderhandelen en leidinggeven ontstond het akkoord van Delft. Dit zorgde voor een terugkerende sociale en economische rust in de drukke haven, door een persoon die voordien uitsluitend werd beschouwd als "werknemers-representant".
Na de mislukte laatste reddingspoging bij Het Vrije Volk en — eveneens — mislukte avontuurtje met een krant voor Maxwell, werkte Krul enige tijd bij het persbureau Gemeenschappelijke Pers Dienst, de tegenwoordige Geassocieerde Pers Diensten. Later maakte hij op verzoek van zijn vriend en toenmalig hoofdredacteur George Vogelaar de overstap naar Dagblad de Limburger. Daar wilde hij niet als gelouterd collega worden binnengehaald. Krul wilde aan de basis beginnen: als regioverslaggever Heerlen. Toen na enkele jaren zijn gezondheid slechter werd, leverde Krul nog columns voor de Limburgse krant. Ook schreef hij als gastcolumnist nog voor Delta, het weekblad van de Technische Universiteit Delft.
Krul overleed op 55-jarige leeftijd na een ziekbed in een ziekenhuis in Groningen.